# Daniel Mach
Pour les articles homonymes, voir Mach.
Daniel Mach est un homme politique français, né le 4 décembre 1955 à Perpignan (Pyrénées-Orientales).

## Biographie
Membre de l'UDF, Daniel Mach a soutenu la candidature de François Bayrou à la présidentielle de 2002 avant de rejoindre l'UMP.
Il est élu le 19 juin 2002 député de la 1re circonscription des Pyrénées-Orientales, membre du groupe UMP, il est réélu le 17 juin 2007 avec 56,98 % des suffrages exprimés. Candidat à sa propre succession en 2012, il obtient au second tour, le 17 juin 2012, 33,82 %, contre 42,95 % pour le candidat du Parti socialiste, Jacques Cresta, et 23,24 % pour celui du Front national, Louis Aliot.

## Mandats
- Maire
  - 20/03/1989 - 18/06/1995 : adjoint au maire de Pollestres (Pyrénées-Orientales)
  - 19/06/1995 - 18/03/2001 : maire de Pollestres (Pyrénées-Orientales)
  - 19/03/2001 - 16/03/2008 : maire de Pollestres (Pyrénées-Orientales)
  - 17/03/2008- 15/03/2020 (réélu en 2014 sans opposition)[2] : maire de Pollestres (Pyrénées-Orientales)

- Député de la 1re circonscription des Pyrénées-Orientales
  - 19/06/2002 - 19/06/2007 : député
  - 20/06/2007 - 17/06/2012 : député